# Yxbagge
Yxbagge (Serropalpus barbatus) är en skalbaggsart som först beskrevs av Johann Gottlieb Schaller 1783.  Yxbagge ingår i släktet Serropalpus, och familjen brunbaggar. Arten är reproducerande i Sverige.

## Bildgalleri

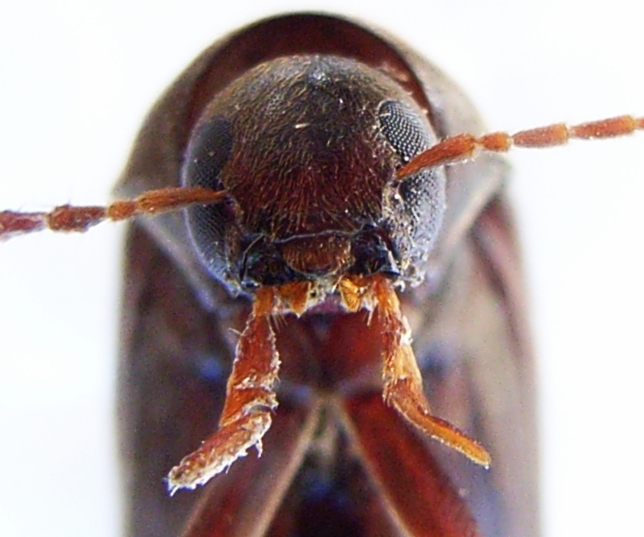
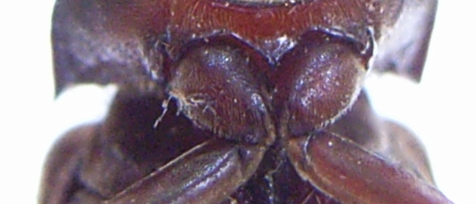
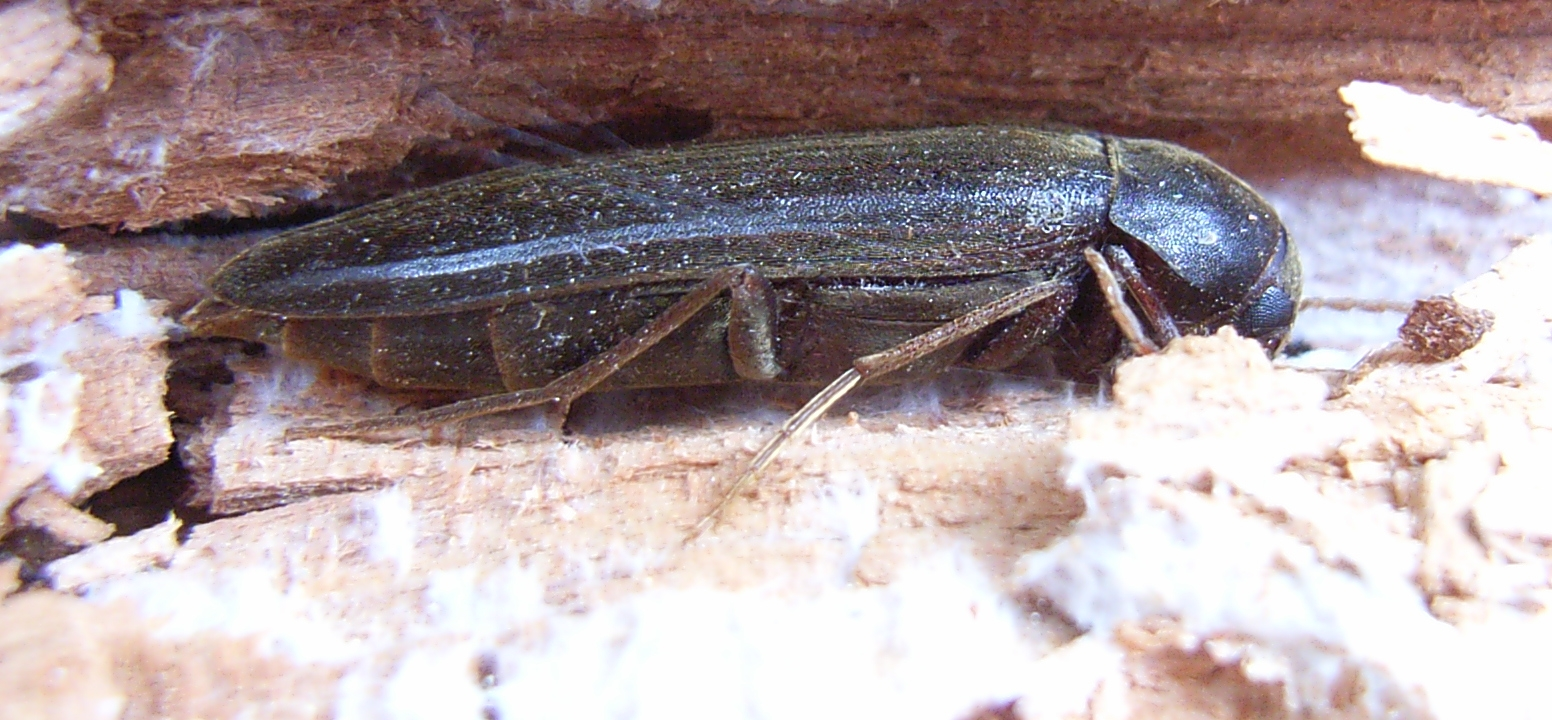
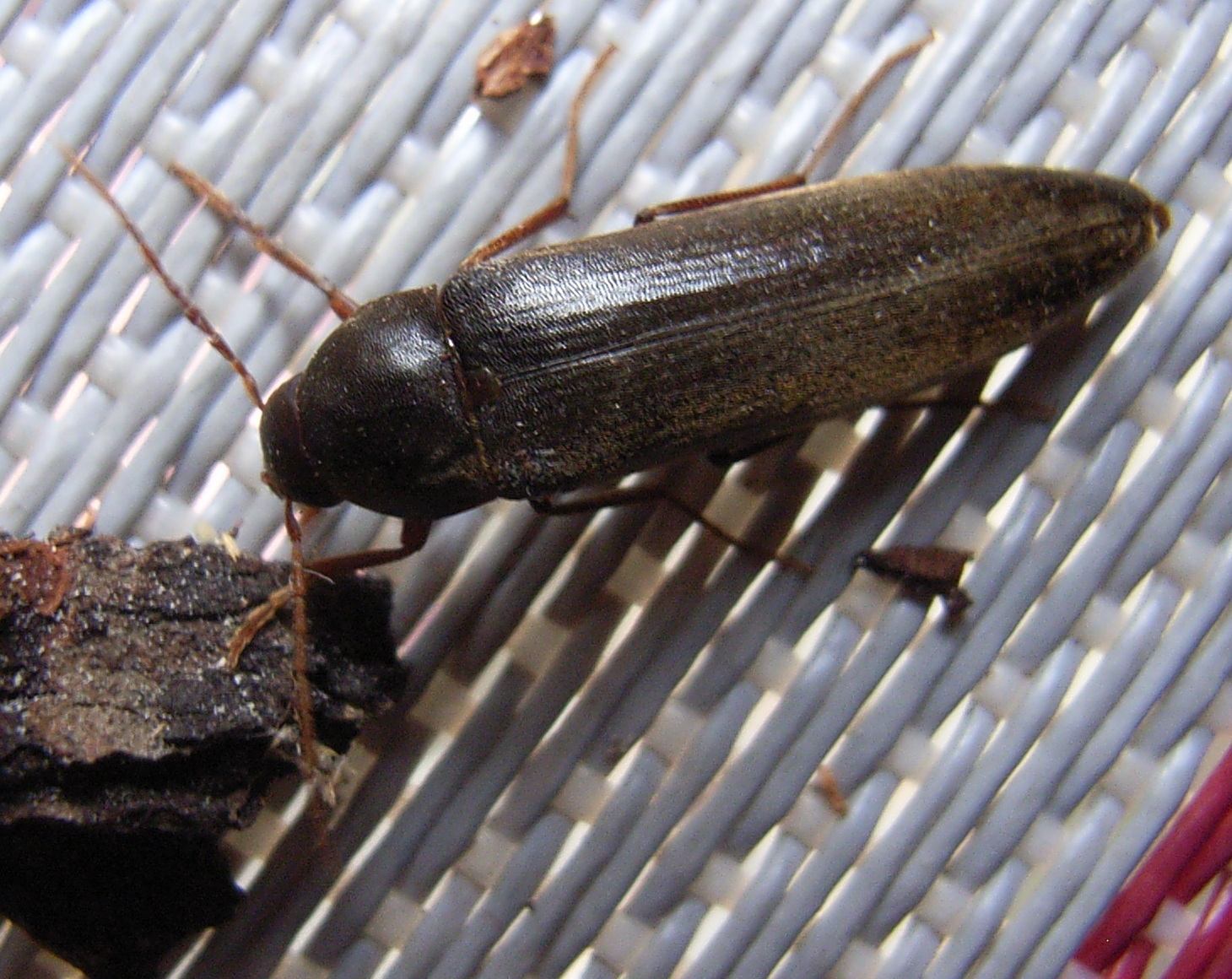
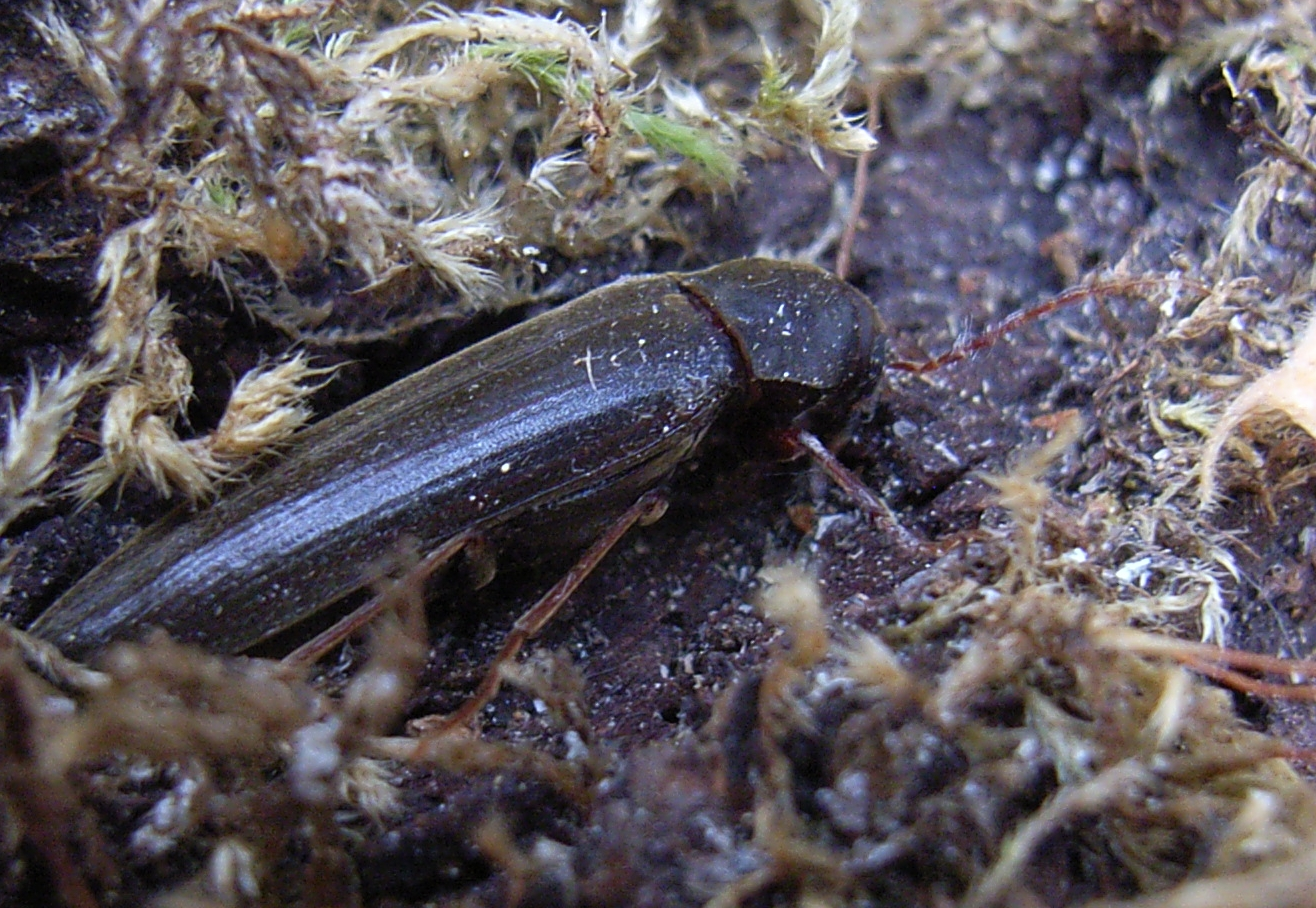
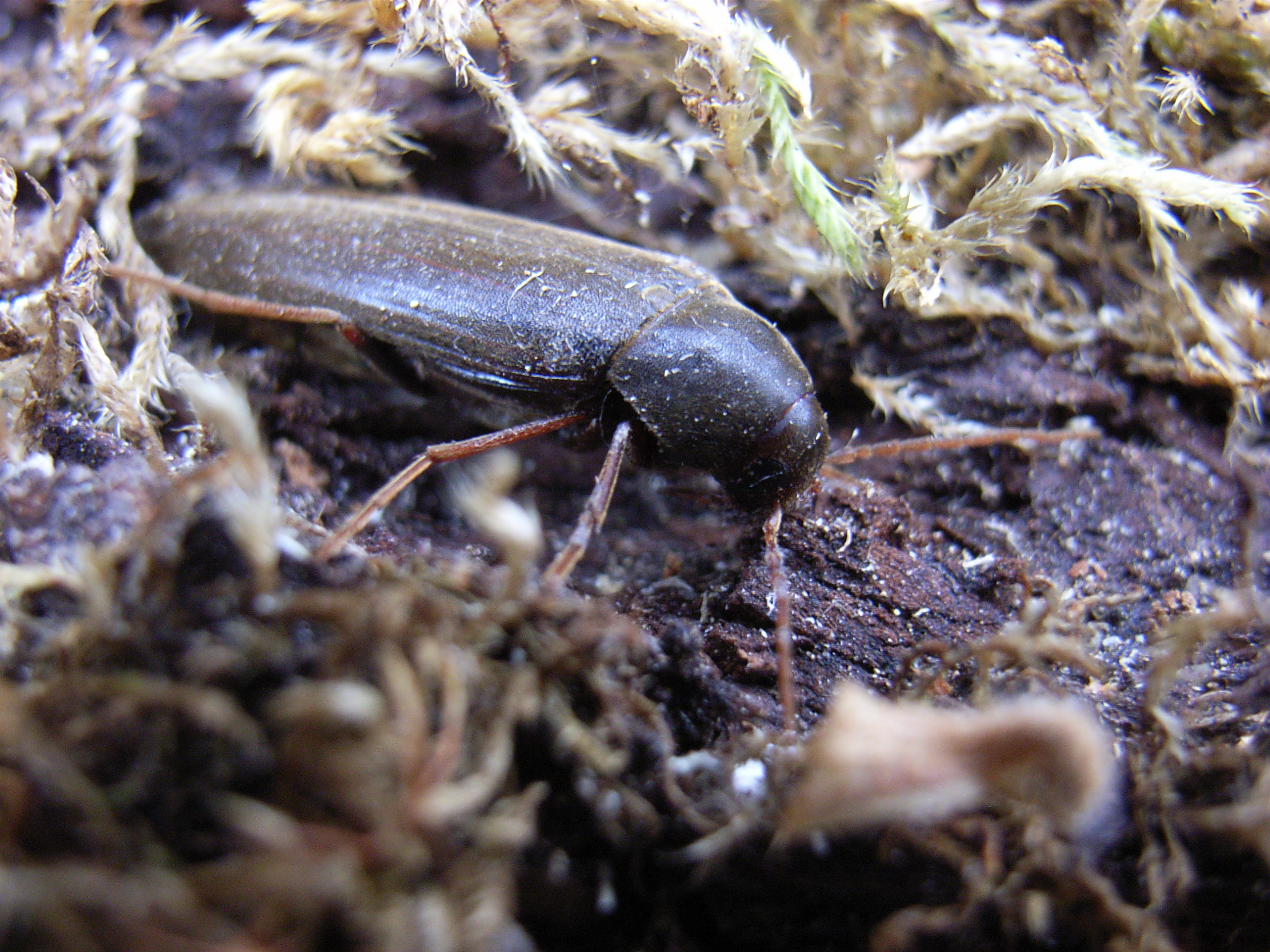